# Phyllanthus hodjelensis
Phyllanthus hodjelensis är en emblikaväxtart som beskrevs av Georg August Schweinfurth. Phyllanthus hodjelensis ingår i släktet Phyllanthus och familjen emblikaväxter. Inga underarter finns listade i Catalogue of Life.